# Liste der Nummer-eins-Hits in Finnland (2006)
Diese Liste enthält alle Nummer-eins-Hits in Finnland im Jahr 2006. Es gab in diesem Jahr 35 Nummer-eins-Singles und 24 Nummer-eins-Alben.
| Singles | Alben |
| --- | --- |
| - Tarja – Yhden enkelin unelma - 1 Woche (31. Dezember 2005 – 6. Januar 2006, insgesamt 4 Wochen; siehe 2004 und 2005) - Mariah Carey – Don’t Forget About Us - 1 Woche (7. Januar – 13. Januar) - Amorphis – House Of Sleep - 1 Woche (14. Januar – 20. Januar) - X-Prophets – So Long Goodbye - 1 Woche (21. Januar – 27. Januar, insgesamt 2 Wochen) - Mannhai – Spaceball - 1 Woche (28. Januar – 3. Februar) - X-Prophets – So Long Goodbye - 1 Woche (4. Februar – 10. Februar, insgesamt 2 Wochen) - Lovex – Guardian Angel - 2 Wochen (11. Februar – 24. Februar) - SinKing – Revenge Is Coarse - 1 Woche (25. Februar – 3. März) - Nemo – Pirut - 1 Woche (4. März – 10. März) - Passionworks – Falling - 1 Woche (11. März – 17. März) - Ninja – Fashion - 1 Woche (18. März – 24. März) - P!nk – Stupid Girls - 1 Woche (25. März – 31. März) - Timo Rautiainen – Punainen viiva - 2 Wochen (1. April – 14. April) - Smak – Teen mitä teen - 1 Woche (15. April – 21. April) - Don Johnson Big Band – Road - 1 Woche (22. April – 28. April) - Lauri Tähkä & Elonkerjuu – Maailma on renki - 2 Wochen (29. April – 12. Mai) - Lordi – Hard Rock Hallelujah - 1 Woche (13. Mai – 19. Mai) - Mish Mash – Speechless - 1 Woche (20. Mai – 26. Mai) - Tarot – You - 2 Wochen (27. Mai – 9. Juni) - Kuolleet Intiaanit – 4D EP - 1 Woche (10. Juni – 16. Juni) - Bloodpit – Sauna päälle! - 1 Woche (17. Juni – 23. Juni) - Valvomo – Mikä kesä? - 7 Wochen (24. Juni – 11. August) - CMX feat. Kotiteollisuus & 51koodia – Vapaus johtaa kansaa - 2 Wochen (12. August – 25. August, insgesamt 3 Wochen) - Iron Maiden – The Reincarnation Of Benjamin Breeg - 1 Woche (26. August – 1. September) - CMX feat. Kotiteollisuus & 51koodia – Vapaus johtaa kansaa - 1 Woche (2. September – 8. September, insgesamt 3 Wochen) - Lordi – Who's Your Daddy? - 1 Woche (9. September – 15. September) - Negative – Planet Of The Sun - 1 Woche (16. September – 22. September) - Peer Günt – Crazy Wild One - 1 Woche (23. September – 29. September) - Maija Vilkkumaa – Hei tie - 1 Woche (30. September – 6. Oktober) - Stam1na – Likainen parketti - 1 Woche (7. Oktober – 13. Oktober) - Kotiteollisuus – Arkunnaula - 2 Wochen (14. Oktober – 20. Oktober) - Mokoma – Viides vuodenaika EP - 2 Wochen (21. Oktober – 3. November) - Fedde Le Grand – Put Your Hands Up For Detroit - 1 Woche (4. November – 10. November) - Viikate – Ah Ahtaita Aikoja - 1 Woche (11. November – 17. November) - Sonata Arctica – Replica 2006 - 1 Woche (18. November – 24. November) - HIM – In Joy And Sorrow / Pretending - 1 Woche (25. November – 1. Dezember) - Apulanta – Koneeseen kadonnut - 5 Wochen (2. Dezember 2006 – 12. Januar 2007, insgesamt 6 Wochen; siehe 2007) | - Il Divo – Ancora - 4 Wochen (3. Dezember 2005 – 6. Januar 2006, insgesamt 5 Wochen; siehe 2005) - Madonna – Confessions on a Dance Floor - 3 Wochen (7. Januar – 27. Januar, insgesamt 4 Wochen; siehe 2005) - Diablo – Mimic47 - 1 Woche (28. Januar – 3. Februar) - Yö – Yön valoisa puoli - 1 Woche (4. Februar – 10. Februar) - In Flames – Come Clarity - 1 Woche (11. Februar – 17. Februar) - Mokoma – Kuoleman laulukunnaat - 1 Woche (18. Februar – 24. Februar) - Amorphis – Eclipse - 1 Woche (25. Februar – 3. März) - Egotrippi – Vielä koittaa uusi aika - 2 Wochen (4. März – 17. März) - Andrea Bocelli – Amore - 4 Wochen (18. März – 14. April, insgesamt 5 Wochen) - Juanes – Mi sangre - 1 Woche (15. April – 21. April, insgesamt 4 Wochen) - Poets of the Fall – Carnival Of Rust - 1 Woche (22. April – 28. April, insgesamt 2 Wochen) - Don Johnson Big Band – Don Johnson Big Band - 1 Woche (29. April – 5. Mai) - Poets of the Fall – Carnival Of Rust - 1 Woche (6. Mai – 12. Mai, insgesamt 2 Wochen) - Red Hot Chili Peppers – Stadium Arcadium - 1 Woche (13. Mai – 19. Mai) - Andrea Bocelli – Amore - 1 Woche (20. Mai – 26. Mai, insgesamt 5 Wochen) - Lordi – The Arockalypse - 11 Wochen (27. Mai – 11. August) - Juanes – Mi sangre - 2 Wochen (12. August – 25. August, insgesamt 4 Wochen) - Maj Karma – Ukkonen - 1 Woche (26. August – 1. September) - Iron Maiden – A Matter of Life and Death - 3 Wochen (2. September – 22. September) - Zen Café – Stop - 2 Wochen (23. September – 6. Oktober) - Negative – Anorectic - 1 Woche (7. Oktober – 13. Oktober) - Antti Tuisku – New York - 1 Woche (14. Oktober – 20. Oktober) - Juanes – Mi sangre - 1 Woche (21. Oktober – 27. Oktober, insgesamt 4 Wochen) - Pikku-Orava – Uusi seedee - 1 Woche (28. Oktober – 3. November) - Robbie Williams – Rudebox - 1 Woche (4. November – 10. November) - Rajaton – Rajaton Sings ABBA - 1 Woche (11. November – 17. November) - Vesa-Matti Loiri – Ivalo - 1 Woche (18. November – 24. November, insgesamt 6 Wochen) - PMMP – Leskiäidin tyttäret - 1 Woche (25. November – 1. Dezember) - Vesa-Matti Loiri – Ivalo - 5 Wochen (2. Dezember 2006 – 5. Januar 2007, insgesamt 6 Wochen) |